# Daloa
Daloa este un oraș din Coasta de Fildeș, situat la vest de capitala Yamoussoukro. Este reședința regiunii Haut-Sassandra și un important centru comercial pentru cacao.